# Alec Broers
Alec Nigel Broers (né le 17 septembre 1938) est un ingénieur électricien britannique ,.

## Biographie
Broers est né à Calcutta, en Inde et fait ses études à la Geelong Grammar School et à l'Université de Melbourne en Australie et à l'Université de Cambridge (Gonville et Caius College) en Angleterre.
Broers travaille dans les laboratoires de recherche et développement d'IBM aux États-Unis pendant 19 ans avant de retourner à Cambridge en 1984 pour devenir professeur de génie électrique (1984–1996) et membre du Trinity College, Cambridge (1985–1990). Il est un pionnier de la nanotechnologie.
Broers est maître du Churchill College, Cambridge (1990–1996) et directeur du département d'ingénierie de l'Université de Cambridge (1993–1996). Il est vice-chancelier de l'Université de Cambridge de 1996 à 2003. En 1997, il est invité à donner la conférence commémorative MacMillan à l'Institution of Engineers and Shipbuilders en Écosse. Il choisit le sujet "Le rôle et l'éducation de l'ingénieur créatif" . Il est fait chevalier en 1998 et créé pair à vie, siégeant comme crossbencher, en 2004, avec le titre de baron Broers, de Cambridge dans le comté de Cambridgeshire . Lord Broers est président du comité des sciences et de la technologie de la Chambre des lords de 2004 à 2007 et président de la Royal Academy of Engineering de 2001 à 2006.
En septembre 2008, Lord Broers succède à Sir David Cooksey comme Président du conseil d'administration de la Diamond Light Source, la plus grande nouvelle installation scientifique du Royaume-Uni depuis 45 ans.
Lord Broers reçoit plus de vingt diplômes honorifiques et bourses d'études d'universités, de collèges et d'établissements universitaires et professionnels. Il est membre étranger de l'Académie nationale d'ingénierie des États-Unis, de la Chinese Academy of Engineering, de l'Australian Academy of Technological Sciences and Engineering et de l'American Philosophical Society. Il est élu Fellow  de la Royal Academy of Engineering  en 1985. Il est membre honoraire du St Edmund's College, Cambridge .